# Geschockter Quarz
Geschockter Quarz ist eine Spezialform des Minerals Quarz, die sich durch ihren mikroskopischen Aufbau von der Normalform unterscheidet. Unter enormen Drücken (jedoch relativ begrenzten Temperaturen), wie sie bei der Schock- bzw. Stoßwellenmetamorphose auftreten, wird die Kristallstruktur von Quarz an bestimmten Dislokationsebenen verformt. Diese Ebenen sind unter dem Polarisationsmikroskop sichtbar und werden als Planare Deformationslamellen (manchmal auch Schocklamellen) bezeichnet.

## Entdeckung

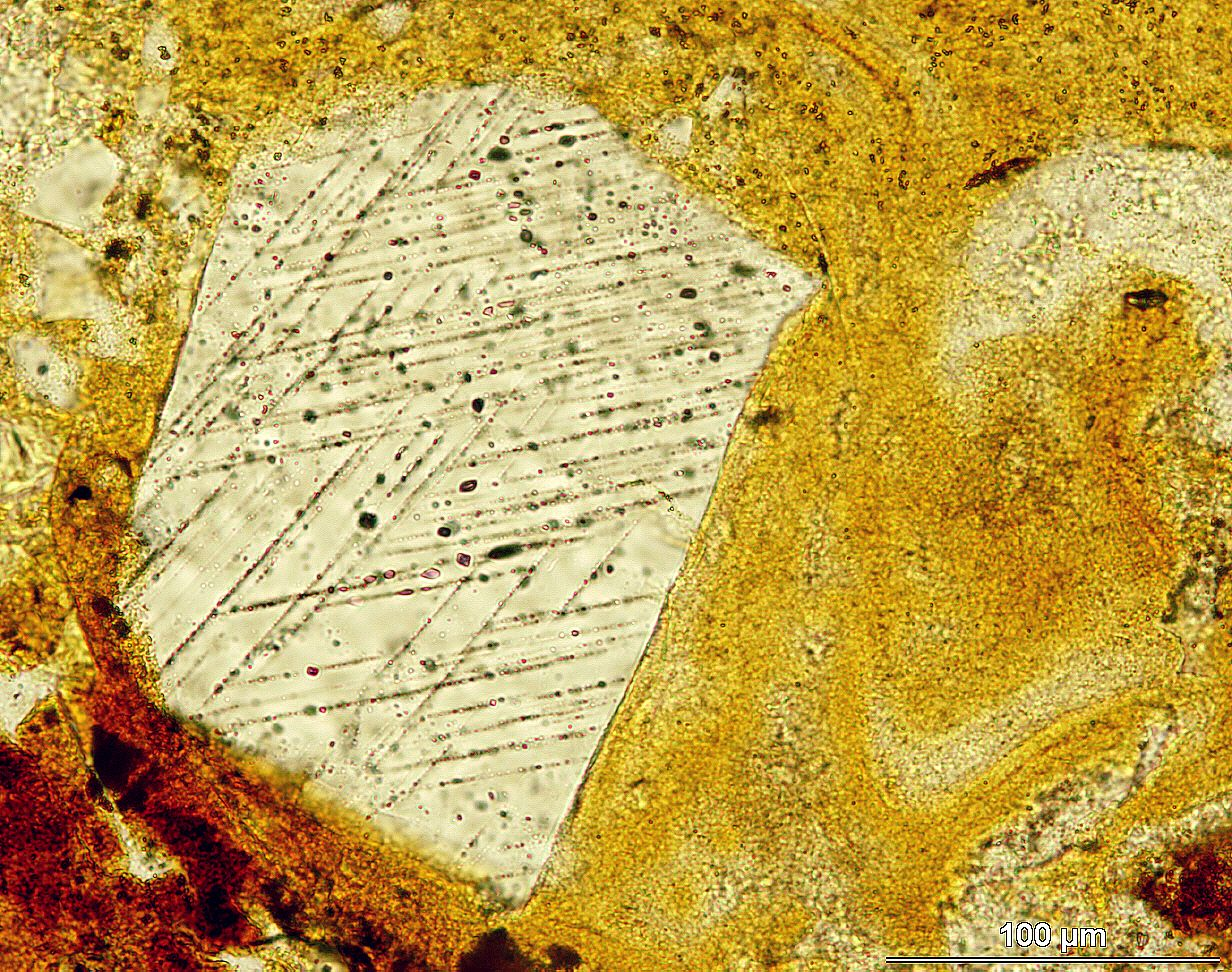
Geschockter Quarz von Suvasvesi

Geschockter Quarz wurde erstmals nach Kernwaffenversuchen im Untergrund angetroffen, welche die erforderlichen hohen Bildungsdrucke geliefert hatten. Eugene Shoemaker konnte dann zeigen, dass geschockter Quarz auch innerhalb von Meteoritenkratern auftritt, die durch einen Impakt ausgeworfen worden waren. Beispiele sind der Barringer-Krater und der Chicxulub-Krater. Die Anwesenheit von geschocktem Quarz in diesen Kraterstrukturen beweist ihre Impaktnatur; in Vulkanexplosionen können derart hohe Drücke nicht erzeugt werden.

## Vorkommen
Geschockter Quarz tritt weltweit an Impaktkratern und deren Auswurfmassen auf, so beispielsweise auch in der dünnen Kreide-Tertiär-Grenzlage. Neben der Anreicherung an Iridium ist das Vorhandensein von geschocktem Quarz ein weiterer Beweis dafür, dass der Übergang von Gesteinen der Kreide zu denen des Tertiärs (Paläogen) durch einen riesigen Impakt unterbrochen worden war. Nachdem Eugene Shoemaker geschockten Quarz im Barringer-Krater hatte nachweisen können, fand er geschockte Quarze auch in der Stadtmauer von Nördlingen (vgl. Nördlinger Ries).

## Assoziation

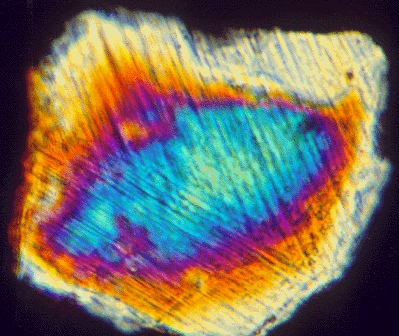
Dünnschliff mit 0,13 Millimeter großem geschockten Quarzkorn des Chesapeake-Bay-Kraters, durchsetzt mit planaren Deformationslamellen

Geschockter Quarz ist mit zwei Hochdruckmodifikationen von Siliziumdioxid assoziiert – Coesit und Stishovit. Im Vergleich zu gewöhnlichem Quarz haben diese beiden Polymorphe eine sehr unterschiedliche Kristallstruktur, die sich nur bei extrem hohen Drücken über 2 Gigapascal und bei relativ gemäßigten Temperaturen einstellen kann. Bei unvermindert anhaltenden sehr hohen Temperaturen würden sich Coesit und Stishovit jedoch wieder in ihre Ausgangsform zurückverwandeln. Beide Minerale sind deswegen ebenfalls ein weiterer Hinweis auf einen erfolgten Impakt bzw. eine Kernwaffenexplosion.